# Christophe Bertrand
Pour les articles homonymes, voir Bertrand.
Christophe Bertrand, né le 24 avril 1981 à Wissembourg et mort le 18 septembre 2010 à Strasbourg,, est un compositeur français.

## Biographie
Christophe Bertrand étudie le piano et la musique de chambre au conservatoire à rayonnement régional de Strasbourg notamment avec Laurent Cabasso, Michèle Renoul, Armand Angster, Craig Goodman, et obtient les médailles d'or de piano et de musique de chambre.
Il travaille en tant que pianiste avec des compositeurs comme Ivan Fedele, Pascal Dusapin, Michael Jarrell, Mark Andre ou encore Wolfgang Rihm dont il joue des œuvres notamment pour France Musique ainsi que lors du festival Musica.
Il se produit également avec Accroche Note et l'Ensemble In Extremis dont il est cofondateur.
Il étudie la composition dès 1996 avec Ivan Fedele au conservatoire à rayonnement régional de Strasbourg, et obtient en 2000 le diplôme de composition à l'unanimité avec les félicitations du jury.
La même année, le Festival Musica lui consacre un concert et il participe au cursus annuel de composition et d'informatique musicale de l'Institut de recherche et coordination acoustique/musique, où il rencontre notamment Philippe Hurel, Tristan Murail, Brian Ferneyhough et Jonathan Harvey.
Ses œuvres données en France, en Europe et aux États-Unis, sont dirigées entre autres par Pierre Boulez, Jonathan Nott, Hannu Lintu et Marc Albrecht, et interprétées par l'Ensemble intercontemporain, l'Orchestre philharmonique de Radio France, le Quatuor Arditti, l'Orchestre philharmonique de Strasbourg, l'Ensemble Aleph, l'Ensemble Court-Circuit, le Lucerne Festival Academy Orchestra, l'Ensemble Intégrales, Garth Knox, Juliette Hurel, Jan Michiels et encore Marc Coppey.
Il reçoit entre autres des commandes de l'Ensemble intercontemporain, du Festival de Lucerne, du Beethovenfest de Bonn, des Percussions de Strasbourg, de la Fondation André Boucourechliev, de la Radio de Berlin, de l'État français, d'Accroche Note, de l'Auditorium du Louvre, des Musicales de Colmar, de l'Ensemble Musicatreize, du Festival Rendez-Vous Musique Nouvelle ainsi que de plusieurs mécènes privés.
En 2001, il obtient le prix de la musique de l'Académie des Marches de l'Est, ainsi que la Mention d'Honneur du Festival Gaudeamus et le Earplay 2002 Donald Aird Memorial Composers Competition.
En 2007, il est lauréat du prix Hervé-Dugardin de la SACEM, ainsi que du prix André Caplet de l'Académie des beaux-arts (Institut de France).
Pensionnaire de la villa Médicis pendant la saison 2008-2009, ses pièces sont éditées aux Edizioni Suvini Zerboni.
Christophe Bertrand se donne la mort le 18 septembre 2010.

## Œuvres
- Skiaï (1998), pour cinq instruments
- Strofa II (1998), pour voix de femme, violon et piano
- Strofa IIb (2000), pour voix de femme, flûte alto (également flûte en ut) et piano
- La Chute du rouge (2000), pour clarinette, violoncelle, vibraphone et piano
- Treis (2000), pour violon, violoncelle et piano
- Dikha (2001), pour clarinette/clarinette basse et dispositif électronique
- Ektra (2001), pour flûte
- Full (2001), pour quatre vibraphones, piano et huit voix solistes, commande des Percussions de Strasbourg
- Yet (2002), pour vingt musiciens, commande de l'Ensemble intercontemporain
- Iôa (2003), pour chœur de femmes à huit voix
- Haos (2003), pour piano, commande du Festival Rendez-vous Musique Nouvelle de Forbach
- Aus (2004), pour quatre musiciens, commande de la Radio de Berlin-Brandeburg
- Virya (2004), pour quatre musiciens, commande de Francis Rueff
- Mana (2005), pour grand orchestre, commande du Festival de Lucerne
- Madrigal (2005), pour soprano et ensemble, commande de la Fondation André Boucourechliev
- Quatuor I (2006), pour quatuor à cordes, commande du Beethovenfest de Bonn et de Peter McBurney
- Sanh (2006) pour clarinette basse, violoncelle et piano, commande de l'État Français
- Arashi (2007), pour alto
- Vertigo (2007), pour deux pianos et orchestre, commande de l'État Français et du Festival Musica
- Hendeka (2007), pour trio à cordes et piano, commande des Musicales de Colmar
- Kamenaia (2008), pour douze voix solistes, commande de l'Ensemble Musicatreize
- Dall'inferno (2008), pour flûte, alto et harpe, commande de l'Auditorium du Louvre et de Peter Mc Burney
- Satka (2008), pour flûte, clarinette, violon, violoncelle, percussions et piano, commande du Festival international d'art lyrique d'Aix-en-Provence
- Diadème (2008), pour soprano, clarinette et piano, commande de l'Ensemble Accroche-Note
- Haïku (2008), pour piano
- Scales (2008), pour ensemble
- Arka (2010), pour soprano, cor, violon et piano
- Quatuor II (2010), pour quatuor à cordes
- Ayas (2010), fanfare pour onze cuivre et percussions
- Okhtor (2010), pour orchestre